# ستيف رالستون
ستيف رالستون (بالإنجليزية: Steve Ralston)‏ (مواليد 14 يونيو 1974 في أوكفيل) لاعب كرة قدم أمريكي دولي معتزل كان يجيد اللعب في خط الوسط .

## روابط خارجية
- ستيف رالستون على موقع الدوري الأمريكي (الإنجليزية)
- ستيف رالستون على موقع قاعدة بيانات كرة القدم.إي يو (الإنجليزية)
- ستيف رالستون على موقع ناشيونال فوتبول تيمز (الإنجليزية)
- ستيف رالستون على موقع عالم كرة القدم.نت (الإنجليزية)